# Omar Radi
Omar Radi en árabe: عمر الراضي‎ (Kenitra, 18 de julio de 1986) es un periodista independiente, productor y activista marroquí. 

## Biografía
Radi trabajo y colaboró con muchos órganos de prensa marroquíes e internacionales (Atlantic Radio, Ledesk, Medias 24). Es un especialista del periodismo de investigación y fue protagonista de muchas investigaciones importantes en la historia reciente de Marruecos que provocaron polémicas y escándalos en la escena política marroquí.
Omar Radi fue miembro activo del movimiento 20 de febrero en 2011.

### Detención
En diciembre de 2019 fue detenido por un comentario en Twitter en el que criticaba sentencias emitidas contra los líderes del Movimiento Popular del Rif. En agosto de 2020, el grupo francés Mediapart inició una campaña internacional para solicitar de las autoridades marroquíes su liberación.Fue indultado en julio de 2024.

## Investigaciones
Omar Radi realizó, a lo largo de su carrera, muchas investigaciones importantes relacionadas con la corrupción, las libertades políticas y los movimientos sociales:
- Investigación sobre un potencial abuso de poder de Munir Majidi, secretario particular del Rey MohammedVI, cuya empresa de publicidad monopolizaba de facto la publicidad urbana en Casablanca.
- El escándalo "Servidores del estado" en árabe: خدام الدولة‎: Un escándalo de corrupción económica y política que había agitado Marruecos en 2012. Omar Radi contribuyó en la investigación publicada en el sitio de información Lakome con una lista de 60 personalidades políticas privilegiadas, que beneficiaron de una venta de terrenos en las afueras de Rabat, propiedad del estado, con precios muy bajos. La lista incluía consejeros de Mohamed VI, ministros, notables y personalidades extranjeras.